# 미야마촌 (오카야마현)
미야마촌(美山村)은 오카야마현 오다군에 있던 촌이다. 현재의 이바라시의 일부에 해당한다.

## 역사
- 1889년 6월 1일 - 정촌제 시행에 의해 오다군 미야마촌이 발족하였다.
- 1954년 6월 1일 - 사카이촌, 오토촌, 가와카미군 히사토촌과 합병해 비세이정이 신설하여 폐지되었다.

## 참고문헌
- 角川日本地名大辞典 33 岡山県
- 『市町村名変遷辞典』東京堂出版、1990年。